# Truth Is a Beautiful Thing
Truth Is a Beautiful Thing è il secondo album in studio del gruppo musicale britannico London Grammar, pubblicato il 9 giugno 2017 dalle etichette Metal & Dust e Ministry of Sound.

## Tracce
Testi e musiche di Hannah Reid, Daniel Rothman, Dominic Major, eccetto dove indicato.
1. Rooting for You – 4:29
2. Big Picture – 4:41
3. Wild Eyed – 4:28
4. Oh Woman Oh Man – 4:37
5. Hell to the Liars – 6:04
6. Everyone Else – 4:05 (Hannah Reid, Daniel Rothman, Dominic Major, Greg Kurstin)
7. Non Believer – 4:17 (Hannah Reid, Daniel Rothman, Dominic Major, Paul Epworth)
8. Bones of Ribbon – 4:34
9. Who Am I – 4:22
10. Leave the War with Me – 5:04 (Hannah Reid, Daniel Rothman, Dominic Major, Greg Kurstin)
11. Truth Is a Beautiful Thing – 5:07

Tracce bonus nell'edizione deluxe
1. What a Day – 4:54
2. Different Breeds – 3:29
3. Control – 3:05 (Hannah Reid, Daniel Rothman, Dominic Major, Paul Epworth)
4. Trials (demo) – 3:42
5. May the Best (Church Mix) – 4:09
6. Rooting for You (demo) – 4:13
7. Bitter Sweet Symphony (live al Maida Vale Studios) – 3:53 (Keith Richards, Mick Jagger, Richard Ashcroft)

## Classifiche
| Classifica (2017) | Posizione massima |
| ----------------- | ----------------- |
| Australia         | 3                 |
| Austria           | 15                |
| Belgio (Fiandre)  | 2                 |
| Belgio (Vallonia) | 1                 |
| Francia           | 3                 |
| Germania          | 9                 |
| Italia            | 31                |
| Nuova Zelanda     | 10                |
| Norvegia          | 33                |
| Regno Unito       | 1                 |
| Scozia            | 1                 |
| Svizzera          | 4                 |